# Rob de Castella
Robert Francois de Castella, detto Rob (Melbourne, 27 febbraio 1957) è un ex maratoneta australiano, campione mondiale della specialità nel 1983.

## Biografia
Detenne la miglior prestazione mondiale della maratona dal 1981 al 1984, anche se non lo si seppe subito: il suo tempo era 2h 08'18", 5 secondi più lento di quello che Alberto Salazar aveva fatto segnare nel 1981 alla maratona di New York. Si scoprii poi che questa era stata 148 metri più corta del regolamentare.
Nel 1983 si è laureato campione del mondo nella maratona ad Helsinki ed è stato proclamato australiano dell'anno.

## Record nazionali

### Seniores
- 20.000 metri piani: 58'37"2 (Roma, 17 aprile 1982)
- 1 ora: 20.516 m ( Roma, 17 aprile 1982)
- 25 km (su strada): 1h14'42 (Perth, 4 luglio 1981)
- Maratona: 2h07'51 (Boston, 21 aprile 1986)

## Palmarès
| Anno | Manifestazione          | Sede        | Evento   | Risultato | Prestazione | Note |
| ---- | ----------------------- | ----------- | -------- | --------- | ----------- | ---- |
| 1980 | Giochi olimpici         | Mosca       | Maratona | 10º       | 2h14'31     |      |
| 1981 | Mondiali di campestre   | Madrid      | Seniores | 6º        | 35'20       |      |
| 1982 | Mondiali di campestre   | Roma        | Seniores | 10º       | 34'20       |      |
| 1982 | Giochi del Commonwealth | Brisbane    | Maratona | Oro       | 2h09'18     |      |
| 1983 | Mondiali di campestre   | Gateshead   | Seniores | 6º        | 37'00       |      |
| 1983 | Mondiali                | Helsinki    | Maratona | Oro       | 2h10'03     |      |
| 1984 | Giochi olimpici         | Los Angeles | Maratona | 5º        | 2h11'09     |      |
| 1986 | Mondiali di campestre   | Neuchâtel   | Seniores | 14º       | 36'10       |      |
| 1986 | Giochi del Commonwealth | Edimburgo   | Maratona | Oro       | 2h10'15     |      |
| 1988 | Giochi olimpici         | Seul        | Maratona | 8º        | 2h13'07     |      |
| 1992 | Giochi olimpici         | Barcellona  | Maratona | 26º       | 2h17'44     |      |

## Campionati nazionali
1979
- Oro ai campionati australiani di maratona

## Altre competizioni internazionali
1981
- Oro alla maratona di Fukuoka ( Fukuoka) - 2h08'18

1983
- Oro alla maratona di Rotterdam ( Rotterdam) - 2h08'37
- Oro alla Cinque Mulini ( San Vittore Olona)

1984
- Bronzo alla maratona di Chicago ( Chicago) - 2h09'09

1985
- Bronzo alla maratona di Chicago ( Chicago) - 2h08'48

1986
- Oro alla maratona di Boston ( Boston) - 2h07'51
- Argento alla Maratona di New York ( New York) - 2h11'43"

1988
- 4º alla Maratona di Tokyo ( Tokyo) - 2h08'49"

1990
- 5º alla Maratona di Boston ( Boston) - 2h11'28"

1991
- Oro alla maratona di Rotterdam ( Rotterdam) - 2h09'42